# Miami Open 2024
Miami Open 2024, oficiálně Miami Open presented by Itaú 2024, byl tenisový turnaj na profesionálním okruhu mužů ATP Tour a žen WTA Tour, hraný v areálu Hard Rock Stadium na dvorcích s tvrdým povrchem Laykold. Třicátý devátý ročník Miami Masters probíhal mezi 19. a 31. březnem 2024 ve floridském Miami Gardens, městě miamské metropolitní oblasti.
Mužská polovina dotovaná 10 404 205 dolarů se řadila do kategorie ATP Tour Masters 1000. Ženská část s rozpočtem 8 770 480 dolarů patřila do kategorie WTA 1000. Generálním sponzorem byl podeváté bankovní dům Itaú. Nejvýše nasazenými singlisty se opět stali druhý tenista klasifikace Carlos Alcaraz ze Španělska a polská světová jednička Iga Świąteková. Jako poslední přímí účastníci do dvouher nastoupili jihokorejský 80. hráč chráněného žebříčku Kwon Sun-u a 106. žena klasifikace Camila Giorgiová z Itálie.
V důsledku invaze Ruska na Ukrajinu na konci února 2022 řídící organizace tenisu ATP, WTA a ITF s grandslamy rozhodly, že ruští a běloruští tenisté mohli dále na okruzích startovat, ale do odvolání nikoli pod vlajkami Ruska a Běloruska.
Třináctý singlový titul na okruhu ATP Tour vybojoval 22letý Jannik Sinner. Stal se tak prvním italským šampionem miamské dvouhry včetně ženské poloviny. Jako první Ital vyhrál více než jeden titul na Mastersech, když trumfoval na druhé události této série. Po skončení debutoval na 2. příčce žebříčku ATP, což z něj učinilo nejvýše postaveného Itala ve dvouhře  bez ohledu na pohlaví. Premiérový titul v kategorii WTA 1000, a třetí kariérní na túře WTA, získala floridská rodačka Danielle Collinsová. Z pozice 53. hráčky žebříčku se stala nejníže postavenou i druhou nenasazenou šampionkou Miami Open, který ovládla jako šestá Američanka. Ve 30 letech představovala druhou nejstarší držitelku prvního titulu v úrovni WTA 1000 a třetí debutovou vítězku starší 30 let v Miami.
V mužské čtyřhře zvítězili Ind Rohan Bopanna s Australanem Matthewem Ebdenem. Vyhráli tak pátou společnou trofej a druhou v sérii Masters. Bopanna ve 44 letech překonal vlastní rekord nejstaršího šampiona v rámci Mastersů i nejstarší světové jedničky, když se po skončení vrátil do čela žebříčku čtyřhry. Ženský debl ovládly americké náhradnice Sofia Keninová s Bethanií Mattekovou-Sandsovou, které si odvezly třetí společnou trofej. Matteková-Sandsová navázala na triumf z ročníku 2016.

## Rozdělení bodů a finančních odměn

### Rozdělení bodů
| Soutěž       | Soutěž       | vítězové | finalisté | semifinalisté | čtvrtfinalisté | 16 v kole | 32 v kole | 64 v kole | 96 v kole | Q  | Q2 | Q1 |
| ------------ | ------------ | -------- | --------- | ------------- | -------------- | --------- | --------- | --------- | --------- | -- | -- | -- |
| dvouhra mužů | [ 4 ] [ 14 ] | 1000     | 650       | 400           | 200            | 100       | 50        | 30        | 10        | 20 | 10 | 0  |
| čtyřhra mužů | [ 15 ]       | 1000     | 600       | 360           | 180            | 90        | 0         | —         | —         | —  | —  | —  |
| dvouhra žen  | [ 5 ] [ 16 ] | 1000     | 650       | 390           | 215            | 120       | 65        | 35        | 10        | 30 | 20 | 2  |
| čtyřhra žen  | [ 17 ]       | 1000     | 650       | 390           | 215            | 120       | 10        | —         | —         | —  | —  | —  |

Vysvětlivky
1. 1 2  Nasazení s volným losem obdrželi v případě prohry body za první kolo.
2. ↑  Startující na divokou kartu v případě prohry neobrželi žádné body.

### Finanční odměny
| Soutěž                                  | Soutěž       | vítězové    | finalisté | semifinalisté | čtvrtfinalisté | 16 v kole | 32 v kole | 64 v kole | 96 v kole | Q2       | Q1      |
| --------------------------------------- | ------------ | ----------- | --------- | ------------- | -------------- | --------- | --------- | --------- | --------- | -------- | ------- |
| dvouhra mužů                            | [ 4 ] [ 14 ] | 1 100 000 $ | 585 000 $ | 325 000 $     | 185 000 $      | 101 000 $ | 59 100 $  | 34 500 $  | 23 250 $  | 13 500 $ | 7 000 $ |
| dvouhra žen                             | [ 5 ] [ 16 ] | 1 100 000 $ | 585 000 $ | 325 000 $     | 185 000 $      | 101 000 $ | 59 100 $  | 34 500 $  | 23 250 $  | 13 500 $ | 7 000 $ |
| čtyřhra mužů                            | [ 15 ]       | 447 300 $   | 236 800 $ | 127 170 $     | 63 600 $       | 34 100 $  | 8 640 $   | —         | —         | —        | —       |
| čtyřhra žen                             | [ 17 ]       | 447 300 $   | 236 800 $ | 127 170 $     | 63 600 $       | 34 100 $  | 8 640 $   | —         | —         | —        | —       |
| ve čtyřhrách jsou částky uvedeny na pár |              |             |           |               |                |           |           |           |           |          |         |

## Dvouhra mužů

### Nasazení
| Stát                           | Hráč                        | ATP | Nasazení |
| ------------------------------ | --------------------------- | --- | -------- |
| Španělsko                      | Carlos Alcaraz              | 2.  | 1.       |
| Itálie                         | Jannik Sinner               | 3.  | 2.       |
|                                | Daniil Medveděv             | 4.  | 3.       |
| Německo                        | Alexander Zverev            | 5.  | 4.       |
|                                | Andrej Rubljov              | 6.  | 5.       |
| Dánsko                         | Holger Rune                 | 7.  | 6.       |
| Norsko                         | Casper Ruud                 | 8.  | 7.       |
| Polsko                         | Hubert Hurkacz              | 9.  | 8.       |
| Austrálie                      | Alex de Minaur              | 10. | 9.       |
| Řecko                          | Stefanos Tsitsipas          | 11. | 10.      |
| Bulharsko                      | Grigor Dimitrov             | 12. | 11.      |
| USA                            | Taylor Fritz                | 13. | 12.      |
| USA                            | Tommy Paul                  | 14. | 13.      |
| Francie                        | Ugo Humbert                 | 15. | 14.      |
|                                | Karen Chačanov              | 16. | 15.      |
| USA                            | Ben Shelton                 | 17. | 16.      |
| Kazachstán                     | Alexandr Bublik             | 18. | 17.      |
| Argentina                      | Sebastián Báez              | 19. | 18.      |
| Francie                        | Adrian Mannarino            | 20. | 19.      |
| Argentina                      | Francisco Cerúndolo         | 21. | 20.      |
| USA                            | Frances Tiafoe              | 22. | 21.      |
| Chile                          | Nicolás Jarry               | 23. | 22.      |
| Itálie                         | Lorenzo Musetti             | 24. | 23.      |
| Německo                        | Jan-Lennard Struff          | 25. | 24.      |
| Nizozemsko                     | Tallon Griekspoor           | 26. | 25.      |
| Česko                          | Jiří Lehečka                | 27. | 26.      |
| Španělsko                      | Alejandro Davidovich Fokina | 28. | 27.      |
| USA                            | Sebastian Korda             | 29. | 28.      |
| Argentina                      | Tomás Martín Etcheverry     | 30. | 29.      |
| Spojené království             | Cameron Norrie              | 31. | 30.      |
| USA                            | Christopher Eubanks         | 32. | 31.      |
| Chorvatsko                     | Borna Ćorić                 | 33. | 32.      |
| Austrálie                      | Jordan Thompson             | 34. | 33.      |
| Žebříček ATP k 18. březnu 2024 |                             |     |          |

### Jiné formy účasti
Následující hráčí obdrželi divokou kartu do hlavní soutěže:
- Darwin Blanch
- Martin Damm
- Martín Landaluce
- Kei Nišikori
- Šang Ťün-čcheng

Následující hráči nastoupili pod žebříčkovou ochranou:
- Matteo Berrettini
- Kwon Sun-u
- Denis Shapovalov

Následující hráči postoupili z kvalifikace:
- Roberto Bautista Agut
- Lukáš Klein
- Vít Kopřiva
- Aleksandar Kovacevic
- Harold Mayot
- Brandon Nakashima
- Emilio Nava
- Thiago Seyboth Wild
- Diego Schwartzman
- Andrea Vavassori
- Adam Walton
- Coleman Wong

Následující hráč postoupil z kvalifikace jako šťastný poražený:
- Jošihito Nišioka

### Odhlášení
- Borna Ćorić → nahradil jej  Jošihito Nišioka
- Novak Djoković → nahradil jej  Kwon Sun-u
- Aslan Karacev → nahradil jej  Luciano Darderi
- Mackenzie McDonald → nahradil jej  Márton Fucsovics
- Milos Raonic → nahradil jej  Rinky Hijikata
- Stan Wawrinka → nahradil jej  Daniel Elahi Galán

## Mužská čtyřhra

### Nasazení
| Stát                                                                                    | Hráč              | Stát               | Hráč             | ATP | Nasazení |
| --------------------------------------------------------------------------------------- | ----------------- | ------------------ | ---------------- | --- | -------- |
| Indie                                                                                   | Rohan Bopanna     | Austrálie          | Matthew Ebden    | 5.  | 1.       |
| Chorvatsko                                                                              | Ivan Dodig        | USA                | Austin Krajicek  | 6.  | 2.       |
| USA                                                                                     | Rajeev Ram        | Spojené království | Joe Salisbury    | 13. | 3.       |
| Španělsko                                                                               | Marcel Granollers | Argentina          | Horacio Zeballos | 17. | 4.       |
| Mexiko                                                                                  | Santiago González | Spojené království | Neal Skupski     | 21. | 5.       |
| Argentina                                                                               | Máximo González   | Argentina          | Andrés Molteni   | 28. | 6.       |
| Německo                                                                                 | Kevin Krawietz    | Německo            | Tim Pütz         | 29. | 7.       |
| Nizozemsko                                                                              | Wesley Koolhof    | Chorvatsko         | Nikola Mektić    | 30. | 8.       |
| Žebříček ATP k 18. březnu 2024; číslo je součtem žebříčkového postavení obou členů páru |                   |                    |                  |     |          |

### Jiné formy účasti
Následující páry obdržely divokou kartu:
- William Blumberg /  Casper Ruud
- Thanasi Kokkinakis /  Stefanos Tsitsipas
- Sebastian Korda /  Andy Murray

Následující pár nastoupil z pozice náhradníka:
- John-Patrick Smith /  Sem Verbeek

### Odhlášení
před zahájením turnaje
- Alex de Minaur /  Alexei Popyrin → nahradili je  Alex de Minaur /  Rinky Hijikata
- Nicolas Mahut /  Édouard Roger-Vasselin → nahradili je  Alexander Erler /  Lucas Miedler
- Marcelo Melo /  Alexander Zverev → nahradili je  Marcelo Melo /  Édouard Roger-Vasselin
- Jamie Murray /  Michael Venus → nahradili je  Juki Bhambri /  Michael Venus
- Tommy Paul /  Frances Tiafoe → nahradili je  John-Patrick Smith /  Sem Verbeek

## Ženská dvouhra

### Nasazení
| Stát                           | Hráčka                     | WTA | Nasazení |
| ------------------------------ | -------------------------- | --- | -------- |
| Polsko                         | Iga Świąteková             | 1.  | 1.       |
|                                | Aryna Sabalenková          | 2.  | 2.       |
| USA                            | Coco Gauffová              | 3.  | 3.       |
| Kazachstán                     | Jelena Rybakinová          | 4.  | 4.       |
| USA                            | Jessica Pegulaová          | 5.  | 5.       |
| Tunisko                        | Ons Džabúrová              | 6.  | 6.       |
| Čína                           | Čeng Čchin-wen             | 7.  | 7.       |
| Řecko                          | Maria Sakkariová           | 9.  | 8.       |
| Lotyšsko                       | Jeļena Ostapenková         | 10. | 9.       |
|                                | Darja Kasatkinová          | 11. | 10.      |
| Brazílie                       | Beatriz Haddad Maiová      | 13. | 11.      |
| Itálie                         | Jasmine Paoliniová         | 14. | 12.      |
|                                | Ljudmila Samsonovová       | 15. | 13.      |
|                                | Jekatěrina Alexandrovová   | 16. | 14.      |
| Ukrajina                       | Elina Svitolinová          | 17. | 15.      |
|                                | Veronika Kuděrmetovová     | 19. | 16.      |
| USA                            | Madison Keysová            | 18. | 17.      |
| Česko                          | Barbora Krejčíková         | 21. | 18.      |
| Rumunsko                       | Sorana Cîrsteaová          | 24. | 19.      |
| USA                            | Emma Navarrová             | 20. | 20.      |
|                                | Anastasija Pavljučenkovová | 22. | 21.      |
|                                | Anna Kalinská              | 25. | 22.      |
| Francie                        | Caroline Garciaová         | 27. | 23.      |
| Spojené království             | Katie Boulterová           | 30. | 24.      |
| Belgie                         | Elise Mertensová           | 28. | 25.      |
| Česko                          | Linda Nosková              | 31. | 26.      |
|                                | Viktoria Azarenková        | 32. | 27.      |
| Ukrajina                       | Dajana Jastremská          | 33. | 28.      |
| Ukrajina                       | Marta Kosťuková            | 26. | 29.      |
|                                | Anastasija Potapovová      | 29. | 30.      |
| Kanada                         | Leylah Fernandezová        | 35. | 31.      |
| Ukrajina                       | Anhelina Kalininová        | 36. | 32.      |
| Žebříček WTA k 18. březnu 2024 |                            |     |          |

### Jiné formy účasti
Následující hráčky obdržely divokou kartu do hlavní soutěže:
- Erika Andrejevová
- Hailey Baptisteová
- Brenda Fruhvirtová
- Linda Fruhvirtová
- Simona Halepová
- Emma Raducanuová
- Venus Williamsová
- Caroline Wozniacká

Následující hráčky nastoupily pod žebříčkovou ochranou:
- Paula Badosová
- Angelique Kerberová
- Naomi Ósakaová
- Shelby Rogersová
- Darja Savilleová
- Čang Šuaj

Následující hráčky postoupily z kvalifikace:
- Emiliana Arangová
- Storm Hunterová
- Aleksandra Krunićová
- Claire Liuová
- María Lourdes Carléová
- Nadia Podoroská
- Anna Karolína Schmiedlová
- Laura Siegemundová
- Clara Tausonová
- Marija Timofejevová
- Taylor Townsendová
- Katie Volynetsová

Následující hráčky postoupily z kvalifikace jako šťastné poražené:
- Tamara Korpatschová
- Greet Minnenová
- Océane Dodinová
- Bernarda Peraová

### Odhlášení
před zahájením turnaje
- Mirra Andrejevová → nahradila ji  Camila Giorgiová
- Amanda Anisimovová → nahradila ji  Ashlyn Kruegerová
- Belinda Bencicová → nahradila ji  Jüan Jüe
- Marta Kosťuková → nahradila ji  Océane Dodinová
- Barbora Krejčíková → nahradila ji  Greet Minnenová
- Petra Kvitová → nahradila ji  Viktorija Tomovová
- Karolína Muchová → nahradila ji  Jaqueline Cristianová
- Emma Raducanuová → nahradila ji  Tamara Korpatschová
- Anastasija Sevastovová → nahradila ji  Bernarda Peraová
- Majar Šarífová → nahradila ji Diana Šnajderová
- Markéta Vondroušová → nahradila ji  Julia Putincevová

## Ženská čtyřhra

### Nasazení
| Stát                                                                                     | Hráčka                      | Stát        | Hráčka             | WTA | Nasazení |
| ---------------------------------------------------------------------------------------- | --------------------------- | ----------- | ------------------ | --- | -------- |
| Čínská Tchaj-pej                                                                         | Sie Šu-wej                  | Belgie      | Elise Mertensová   | 3.  | 1.       |
| Kanada                                                                                   | Gabriela Dabrowská          | Nový Zéland | Erin Routliffeová  | 11. | 2.       |
| Austrálie                                                                                | Storm Hunterová             | Česko       | Kateřina Siniaková | 15. | 3.       |
| USA                                                                                      | Nicole Melichar-Martinezová | Austrálie   | Ellen Perezová     | 15. | 4.       |
| USA                                                                                      | Coco Gauffová               | USA         | Jessica Pegulaová  | 24. | 5.       |
| Nizozemsko                                                                               | Demi Schuursová             | Brazílie    | Luisa Stefaniová   | 28. | 6.       |
| Brazílie                                                                                 | Beatriz Haddad Maiová       | USA         | Taylor Townsendová | 28. | 7.       |
| Německo                                                                                  | Laura Siegemundová          | Čína        | Sü I-fan           | 40. | 8.       |
| Žebříček WTA k 18. březnu 2024; číslo je součtem žebříčkového postavení obou členek páru |                             |             |                    |     |          |

### Jiné formy účasti
Následující páry obdržely divokou kartu:
- Ťiang Sin-jü /  Jüan Jüe
- Madison Keysová /  Peyton Stearnsová
- Ashlyn Kruegerová /  Sloane Stephensová

Následující páry nastoupily z pozice náhradníků:
- Anna Blinkovová /  Ingrid Gamarra Martinsová
- Magdalena Fręchová /  Darja Savilleová
- Sofia Keninová /  Bethanie Matteková-Sandsová

### Odhlášení
před zahájením turnaje
- Marie Bouzková /  Sara Sorribesová Tormová (zranění zad Sorribesové Tormové) → nahradily je  Sofia Keninová /  Bethanie Matteková-Sandsová
- Storm Hunterová /  Kateřina Siniaková (zranění pravé kyčle Siniakové) → nahradily je  Magdalena Fręchová /  Darja Savilleová
- Madison Keysová /  Peyton Stearnsová (zranění pravého ramena Stearnsové) → nahradily je Anna Blinkovová /  Ingrid Gamarra Martinsová

## Přehled finále

### Mužská dvouhra
- Jannik Sinner vs.  Grigor Dimitrov, 6–3, 6–1

### Ženská dvouhra
- Danielle Collinsová vs.  Jelena Rybakinová, 7–5, 6–3

### Mužská čtyřhra
- Rohan Bopanna /  Matthew Ebden vs.  Ivan Dodig /  Austin Krajicek, 6–7(3–7), 6–3, [10–6]

### Ženská čtyřhra
- Sofia Keninová /  Bethanie Matteková-Sandsová vs.  Gabriela Dabrowská /  Erin Routliffeová, 4–6, 7–6(7–5), [11–9]